# Vyšneve
Vyšneve (ukrajinsky Вишневе; rusky Вишнёвое – Višňovoje) je město v Kyjevské oblasti na Ukrajině. Jedná se o satelitní město Kyjeva, od kterého leží pouhé dva kilometry na jihozápad. V roce 2022 v něm žilo téměř 43 tisíc obyvatel.

## Historie
Dějiny města začínají v roce 1886 vybudováním železniční stanice, která se tehdy jmenovala Žuljany (Жуляни) podle nedaleké vesnice. Osídlení kolem železniční stanice získalo vlastní název Vyšneve až v roce 1961 a to podle zdejších višní.
V roce 1971 se stalo Vyšneve městem.